# Markus Jachtenfuchs
Markus Jachtenfuchs (* 1961) ist ein deutscher Politikwissenschaftler. Jachtenfuchs lehrt European and Global Governance an der Hertie School of Governance.

## Leben
Markus Jachtenfuchs schrieb 1988 zusammen mit Thomas Gehring seine Diplomarbeit zum Thema Haftung und Umwelt. Interessenkonflikte im internationalen Weltraum-, Atom- und Seerecht. 1994 hat Jachtenfuchs am Europäischen Hochschulinstitut Florenz über International Policy-Making as a Learning Process? The European Union and the Greenhouse Effect promoviert und 1999 an der Universität Mannheim in Politikwissenschaft über Die Konstruktion Europas. Verfassungsideen und institutionelle Entwicklung habilitiert. 
Danach war Jachtenfuchs von Herbst 1999 bis 2001 Lehrstuhlvertreter für den Lehrstuhl für Internationale Beziehungen an der Universität Greifswald. Von 2001 bis 2006 war er Professor of Political Science an der International University Bremen, wo er auch zwei Mal den Preis für gute Lehre erhielt. Seit Herbst 2006 ist er an der Hertie School of Governance in Berlin tätig. Seit 2007 ist Jachtenfuchs auch Direktor des MPP Master of Public Policy Programms an der Hertie School of Governance.
Seine Forschungsschwerpunkte sind Europäische Integration, International Governance und Staatlichkeit im Wandel.

## Schriften
- mit Thomas Gehring: Haftung und Umwelt. Interessenkonflikte im internationalen Weltraum-, Atom- und Seerecht. Peter Lang Frankfurt [u. a.] 1988, ISBN 3-631-40341-0.
- International Policy-Making as a Learning Process? The European Union and the Greenhouse Effect. Avebury, Aldershot [u. a.] 1996.
- mit Beate Kohler-Koch: Verfassungspolitik in der Europäischen Union. Mannheim 2002, MZES-Working Paper 50-55.
- mit Michèle Knodt (Hrsg.): Regieren in internationalen Institutionen. Festschrift für Beate Kohler-Koch. Leske und Budrich, Opladen 2002, ISBN 3-8100-3472-X
- Die Konstruktion Europas. Verfassungsideen und institutionelle Entwicklung. Nomos, Baden-Baden 2002, ISBN 3-7890-7906-5
- mit Beate Kohler-Koch (Hrsg.): Europäische Integration. 2. Auflage, Leske und Budrich, Opladen 2003, ISBN 3-8100-3845-8